# Konstantin Schmidt von Knobelsdorf
Konstantin Heinrich Schmidt von Knobelsdorf (Frankfurt na Odri, 13. prosinca 1860. -  Flensburg, 1. rujna 1936.) je bio njemački general i vojni zapovjednik. Tijekom Prvog svjetskog rata bio je načelnik stožera 5. armije i Grupe armija prijestolonasljednika Vilima, te je zapovijedao X. korpusom na Istočnom i Zapadnom bojištu.

## Vojna karijera
Konstantin Schmidt von Knobelsdorf rođen je 13. prosinca 1860. u Frankfurtu na Odri. U prusku vojsku stupio je 1878. godine nakon čega služi u raznim vojnim jedinicama. Godine 1901. postaje zapovjednikom pukovnije, da bi 1904. postao načelnikom stožera X. korpusa smještenog u Hannoveru. U srpnju 1908. postaje zapovjednikom 4. gardijske pukovnije, da bi u tri godine kasnije, u siječnju 1911., bio promaknut u general bojnika, te postao načelnik stožera prestižnog Gardijskog korpusa. Od studenog 1912. služi kao viši časnik u Glavnom stožeru u Berlinu.

## Prvi svjetski rat
Na početku Prvog svjetskog rata Schmidt von Knobelsdorf je postao načelnikom stožera 5. armije kojom je na Zapadnom bojištu zapovijedao prijestolonasljednik Vilim. Kao načelnik stožera 5. armije sudjelovao je u Graničnim bitkama gdje je 5. armija u Bitci u Ardenima potisnula francuske snage i zauzela tvrđavu Longwy.
Tijekom 1915. godine 5. armija čiji je načelnik stožera bio Schmidt von Knobelsdorf i koji je de facto istom zapovijedao, suzbila je francuske ofenzive u Prvoj bitci u Champagni, te Drugoj bitci u Champagni. U kolovozu 1915. Schmidt postaje načelnikom stožera novoformirane Grupe armija prijestolonasljednika Vilima kojom je zapovijedao njemački krunski princ Vilim. Za uspjehe u borbama u Champagni Schmidt von Knobelsdorf je 17. listopada 1915. odlikovan ordenom Pour le Mérite.
Schmidt von Knobelsdorf je međutim, najpoznatiji po svom sudjelovanju u Verdunskoj bitci koja je trajala od 21. veljače do 18. prosinca 1916. godine. U navedenoj bitci Schmidt von Knobelsdorf se zauzimao za pobjedu pod svaku cijenu čak i kada je zbog velikih gubitaka bilo izvjesno da se do pobjede ne može doći. Tijekom bitke za Verdun između Schmidt von Knobelsdorfa i prijestolonasljednika Vilima došlo je više puta do razmimoilaženja i sukoba oko vođenja bitke, što je na kraju rezultiralo da je Schmidt 21. kolovoza 1916. morao napustiti mjesto načelnika stožera prijestolonasljednikove grupe armija.
Schmidt odmah dobiva novo zapovjedništvo, te postaje zapovjednikom X. korpusa kojim zapovijeda sve do kraja rata. Kao zapovjednik X. korpusa sudjeluje u zaustavljanju Brusilovljeve ofenzive, te u borbama oko Kovela. Krajem 1916. Schmidt von Knobelsdorf je s X. korpusom premješten na Zapadno bojište gdje je sve do kraja rata držao položaje u Gornjem Alzasu. U listopadu 1918. promaknut je u čin generala pješaštva s kojim činom je dočekao i kraj rata.  

## Poslije rata
Godinu dana nakon završetka rata, 30. rujna 1919. Schmidt von Knobelsdorf je umirovljen. Preminuo je 1. rujna 1936. godine u 77. godini života u Flensburgu.

## Vanjske poveznice
(eng.) Schmidt von Knobelsdorf na stranici Prussian Machine.com

(njem.) Schmidt von Knobelsdorf na stranici Deutschland14-18.de  Arhivirana inačica izvorne stranice od 25. rujna 2013. (Wayback Machine)

(njem.) Schmidt von Knobelsdorf na stranici Lexikon Erster Weltkrieg.de  Arhivirana inačica izvorne stranice od 3. ožujka 2016. (Wayback Machine)

(njem.) Schmidt von Knobelsdorf na stranici Die Schlacht um Verdun